# Nòdul (medicina)
En la medicina, els nòduls són àrees sòlides de teixit, habitualment ben delimitades. Es poden considerar com a lesions o com a estructures anatòmiques no patològiques. Molt sovint es fa difícil d'establir les diferències entre aquest terme diminutiu i el seu terme origen (node), i són presos com a equivalents.

## Lesions

Nòduls cutanis

Els nòduls són normalment benignes i, sovint sense dolor, encara que poden afectar el funcionament de l'òrgan.
En la pell amb un diàmetre major de 0,5 centímetres.
Els nòduls es poden formar en:
- Els tendons i els músculs en resposta a una lesió.
- Les cordes vocals.
- La tiroide (nòdul tiroidal).
- Malalties com l'artritis reumatoide poden nòduls reumatoides són exemples.
- Els furóncols evolucionats i el sarcoma de Kaposi se sap que causen nòduls dermatològics.
- Malalties de transmissió sexual (MTS), com la gonorrea poden causar, en els afectat, nòduls en els genitals i la boca.

Les lesions elevades de la pell més petites (de menys de 0,5 cm) es denominen pàpules.

## Estructura funcional
Un altre significat en medicina de nòdul o node és la massa circumscrita de cèl·lules diferenciades que exerceixen una funció concreta.
Exemples:
- Nòdul auriculoventricular o node atrioventricular o d'Aschoff-Tawara
- Nòdul sinusal o sinoauricular o de Keith i Flack
- Nòdul limfàtic o gangli limfàtic